# Kratylos
Kratylos (ur. w II połowie V wieku p.n.e – zm. na początku IV wieku p.n.e)  – presokratejski filozof grecki, zwolennik Heraklita, pierwszy nauczyciel filozofii Platona.
Utrzymywał, że nie tylko nie da się wejść dwa razy do tej samej rzeki (jak twierdził Heraklit), ale i nie da się wejść do tej samej rzeki nawet jeden raz, ze względu na wartkość prądu. W słowach był oszczędny, gdyż uważał, że nie są one zdolne oddać znaczenia mijającej chwili.
Jego poglądy znane są pośrednio z twórczości Platona (dialog Kratylos) i Arystotelesa (Metafizyka)